# أقاليم سلوفاكيا
منذ عام  1949 ( باستثناء الفترة من عام 1990 إلى عام 1996) ، انقسمت سلوفاكيا إلى عدة كريات ( مفرد كراي ) ( kraje - kraj ) وتترجم إلى كلمة «أقاليم» . تخلل هذه الفترة تغير في حدود ووظائف الأقاليم عدة مرات. يوجد حالياً ثمانية أقاليم لسلوفاكيا وهم يمثلون المستوى الأول للدولة بينما يصنفون بالمستوى الثالث حسب التصنيف الوارد للأتحاد الأوروبي للتقسيمات الإدارية ( Nomenclature of Territorial Units for Statistics ) كل كراي يتكون من عدة مقاطعات ( أوكريسي - okresy) . عدد المقاطعات حالياً 79 مقاطعة .

## القائمة
بعد فترة الأنقطاع للكراي من عام 1990 إلى عام 1996 تم إعادة الكراي في عام  1996. وتنقسم سلوفاكيا إدارياً إلى ثمانية أقاليم منذ الرابع والعشرين من يوليو عام 1996 .
| الأقليم                                | العاصمة                          | تعداد السكان | المساحة (كم²) | الكثافة السكانية |
| -------------------------------------- | -------------------------------- | ------------ | ------------- | ---------------- |
| إقليم براتيسلافا Bratislava            | براتيسلافا Bratislava            | 603,699      | 2,052.6       | 294.11           |
| إقليم ترنافا Trnava                    | ترنافا Trnava                    | 554,172      | 4,172.2       | 132.76           |
| إقليم ترنتشين Trenčín                  | ترنشين Trenčín                   | 600,386      | 4,501.9       | 133.36           |
| إقليم نيترا Nitra                      | نيترا Nitra                      | 708,498      | 6,343.4       | 111.69           |
| إقليم جيلينا Žilina                    | جيلينا Žilina                    | 694,763      | 6,808.4       | 102.04           |
| إقليم بانسكا بيستريتسا Banská Bystrica | بانسكا بيستريتسا Banská Bystrica | 657,119      | 9,454.8       | 69.50            |
| إقليم بريشوف Prešov                    | بريشوف Prešov                    | 798,596      | 8,974.5       | 88.98            |
| إقليم كوشيتسه Košice                   | كوشيتسه Košice                   | 771,947      | 6,751.9       | 114.33           |

منذ عام 2002 تقسمت سلوفاكيا إدارية لثمانية أقاليم ذاتية الحكم ( samosprávne kraje ) والتي أطلق عليها دستورياً وحدات مناطق عليا ( vyššie územné celky ). مناطق وحدود هذه الوحدات العاليا مطابق لمناطق وحدود حدود الأقاليم لذا يمكن أطلاق اسم أقاليم ذاتية الحكم على الكرايات . و الفرق بينهما هو تعيين الحكومة لإدارة الكرايات بينما إدارة الأقاليم الذاتية الحكم تعين بواسطة أنتخابات .

## الأسم
يحب عدم ربط المصطلح «إقليم» بالأتي : 
- الأقاليم السياحية الواردة في مقال أقاليم سلوفاكيا السياحية ( list of tourism regions of slovakia ) .[1]
- الأقاليم الأربعة المستخدمة إحصائياً ( سلوفاكية: regióny ، oblasti  zoskupenia krajov ) والتي تمثل المستوى الثاني حسبت التصنيف الوارد للاتحاد الأوروبي ( NUTS 2 ) وهي للأغراض الأحصائية فقط :
  - إقليم براتيسلافسكي Bratislavský  برمز أوروبي SK 01 ( إقليم بلاستيسلافا Bratislava ) و يتكون من إقليم واحد .
  - إقليم زابادنه سلوفينسكو Západné Slovensko برمز أوروبي  SK 02 ( غرب سلوفاكيا ) و يتكون من إقليم ترنافسكي Trnavský و إقليم ترينتشيانسكي Trenčiansky و إقليم نيتريانسكي Nitriansky . 
  - إقليم ستريدنه سلوفينسكو Stredné Slovensko برمز أوروبي SK 03 ( وسط سلوفاكيا ) ويتكون من إقليم جيلينسكي Žilinský و إقليم باسكوبيستريكي  Banskobystrický .
  - إقليم فيخودنه سلوفينسكو Východné Slovensko برمز أوروبي SK 04 ( شرق سلوفاكيا ) ويتكون من إقليم بريشوفسكي Prešovský و إقليم كوشيتسكي Košický.

## التاريخ

### قبل عام 1949
تاريخياً لم تقسم سلوفاكيا إلى أقاليم ولكن قسمت إلى مقاطعات ( سلوفاكية: župy أو  stolice ). عندما كانت سلوفاكيا جزء من :
- مورافيا العظمي ( القرن التاسع ميلادي ).
- مملكة هنغاريا ( من القرن الحادي عشر أو القرن الثاني عشر إلى 1918 ).
- تشيكوسلوفاكيا ( مقاطعة من 1918 إلى 1928 ).
- الجمهورية السلوفاكية ( مقاطعة خلال الحرب العالمية الثانية من 1940 إلى 1945 ).

في الفترة من 1928 إلى 1939 ( وسابقاً من 1945 إلى 1948 ) شكلت سلوفاكيا الوحدة الإدارية «الأراضي السلوفاكية» ( Krajina slovenská ) مع تشيكوسلوفاكيا .

### كرايات 24 ديسمبر عام 1948 / 1 يناير 1949 إلى 30 يونيو عام 1960
- كراي براتيسلافسكي Bratislavský ( إقليم براتيسلافا ).
- كراي بانسكوبيستريتسكي Banskobystrický ( إقليم برانسكا بيستريتسا )
- كراي كوشيتسكي Košický ( إقليم كوشيتسه )
- كراي نيتريانسكي Nitriansky ( إقليم نيترا )
- كراي بريشوكسكي Prešovský  ( إقليم بريشوفو )
- كراي جيلينسكي Žilinský ( إقليم جيلينا )

### كريات الأول من 1 يوليو 1960 إلى 19 ديسمبر 1990
- كراي ستريدوسلوفينسكي Stredoslovenský ( إقليم وسط سلوفاك )
- كراي فيخودوسلوفينسكي Východoslovenský ( إقليم شرق سلوفاك )
- كراي زابادوسلوفينسكي Západoslovenský ( إقليم غرب سلوفاك )
- براتيسيلافا Bratislava  ( قبل 22 مارس 1968 جزء من كراي زابادوسلوفينسكي وانفصلت بعد عام 1971 كوحدة منفصلة )

ملاحظة : الكراي تم وقف العمل به في الأول من يوليو عام 169 و إعادة العمل به في 28 ديسمبر عام 1970.